# غنيمون شجري
جنتوم شجري (الاسم العلمي:Gnetum arboreum) هو نوع من النباتات يتبع جنس الجنتوم من الفصيلة الجنتوية.